# Марьевка (Онуфриевская поселковая община)
Ма́рьевка (укр. Мар'ївка) — село в Онуфриевской поселковой общине Александрийского района Кировоградской области Украины
До 2020 года входило в Онуфриевский район
Население по переписи 2001 года составляло 402 человека. Почтовый индекс — 28132. Телефонный код — 5238. Код КОАТУУ — 3524684201.